# 그라스만의 법칙
그라스만의 법칙(Grassmann's law)은 고대 그리스어와 산스크리트어에서 나타나는 자음 이화 현상이다. 유기음의 다음 음절에 또다시 유기음이 오면 첫 번째 유기음은 기식을 잃고 무기음이 된다는 법칙이다. 발견자인 헤르만 그라스만의 이름을 땄다. 고대 인도의 문법학자 파니니도 산스크리트어에 대한 그라스만의 법칙을 기술한 바 있다.
다음은 고대 그리스어에서 그라스만의 법칙이 적용되는 예시이다.
- /tʰú-ɔː/ θύω ‘나는 (짐승을) 제물로 바친다’
- /e-tú-tʰɛː/ ἐτύθη ‘그것은 제물로 바쳐졌다’
- /tʰrík-s/ θρίξ ‘털’
- /tríkʰ-es/ τρίχες ‘털들’
- /tʰápt-ein/ θάπτειν ‘묻다(현재형)’
- /tápʰ-os/ τάφος ‘무덤’

그리스어와 산스크리트어에서는 첩어를 통해 완료형을 만드는데, 이때 어간의 첫 자음이 유기음이면 앞에 덧붙는 자음은 그라스만의 법칙에 따라 무기음이 된다. 예를 들어 /pʰu-ɔː/ φύω ‘나는 자란다의’ 완료형은 /pe-pʰuː-ka/ πέφυκα ‘나는 자랐다’이다.
그리스어에서 인도유럽조어의 *bʰ, *dʰ, *gʰ가 /pʰ, tʰ, kʰ/로 바뀐 뒤에 무기음화 현상이 일어났다는 사실과, 그 밖의 인도유럽어족 언어에서는 그라스만의 법칙이 나타나지 않는다는 사실로 미루어 보아, 그라스만의 법칙은 그리스어와 산스크리트어에서 따로따로 발달했으며 따라서 인도유럽조어에서 물려받은 것이 아니라고 추측할 수 있다. (그러나 당시에 연속적인 영역을 이루었던 그리스아리아어파 사용 지역에 걸쳐 나타난 지역적 특징일 개연성이 크다.)
또한 그리스어의 경우, 그라스만의 법칙은 그리스어에서 발달했으며 산스크리트어나 기타 대부분의 인도유럽어에서는 나타나지 않은 기식음 /h-/ < *s-에도 적용되었다. (예를 들어 *ségʰō > *hekʰō > ἔχω /ékʰɔː/ ‘나는 가진다’에서는 *h...kʰ가 이화되었지만, 미래형 *ségʰ-sō > ἕξω /hék-sɔː/ ‘나는 가질 것이다’는 영향을 받지 않았는데, 왜냐하면 /s/ 앞에서는 기식이 사라졌기 때문이다.) 엄밀히 말해 다른 인도유럽 언어들에서 꼭 그라스만의 법칙이 없었다는 증거만 있는 것은 아니다. 산스크리트어의 가장 가까운 친척인 이란어군을 비롯해 많은 갈래에서는 인도유럽조어의 유성 유기음과 유성 무기음이 합류했기 때문에 그라스만의 법칙이 적용되었는지 확인할 길이 없다.

## 그리스어
코이네 그리스어에서는 첩어를 제외하면 그라스만의 법칙으로 인한 순음과 연구개음의 교체는 완전히 평탄화되어 사라졌고, 위의 예시에서처럼 /t/와 /tʰ/ 사이의 교체만 남게 되었다. (이때 /tʰ/가 인도유럽조어 *dʰ에서 왔는지 *ɡʷʰ에서 왔는지는 상관없다.)
따라서 코이네 그리스어에는 ταχύς /takʰús/ ‘빠른’ : /tʰássɔːn/ ‘더 빠른’과 같은 쌍과 함께, παχύς /pakʰús/ ‘두꺼운’ : πάσσων /pássɔːn/ ‘더 두꺼운’과 같은 쌍이 나타난다. 후자는 인도유럽조어 어근 *bʰn̻ɡʰ-에서 왔고 (이는 산스크리트어 बहु /bahú-/ ‘많은’ 따위의 동근어를 통해 알 수 있는데, 그리스어 /p/와 산스크리트어 /b/로 반영되는 소리는 *bʰ뿐이기 때문이다) 비교급의 /p/는 형태론적 평탄화의 결과이다. 마찬가지로, 인도유럽조어 *bʰeudʰ-에서 온 πεύθομαι /peútʰomai/ ~ πυνθάνομαι /puntʰánomai/ ‘알게 되다’의 미래형은 πεύσομαι /peúsomai/이다. 그러나 아오리스트 수동태의 /-tʰɛː/나 명령법의 /-tʰi/ 등 유기음 접사 앞에서 이화되는 것은 /tʰ/뿐이고, /pʰ/와 /kʰ/는 이화되지 않는다. 예를 들어 φάθι /pʰátʰi/ ‘말해라’ 같은 형태가 있다.

## 이중 유기음 어근
/tʰrík-s/ ~ /tríkʰ-es/와 /tʰáp-sai/ ~ /tapʰ-eîn/ 같은 사례는 ‘이중 유기음 어근’(diaspirate root)이라 불리는 현상을 보여준다. 이에 대해 두 가지 분석이 제시되었다.
첫 번째 분석은 기저에 이중으로 유기음이 존재한다는 가설로, 어근의 기저형을 /tʰrikʰ/, /tʰapʰ/로 가정한다. 이들 어근 바로 뒤에 /s/, 단어 경계, 또는 여타 음소가 오게 될 경우, 두 번째 유기음은 기식을 잃고 따라서 첫 번째 유기음이 살아남는다(/tʰrík-s/, /tʰáp-sai/). 두 번째 유기음 뒤에 모음이 붙을 경우, 두 번째 유기음은 그대로 살아남고 그라스만의 법칙에 따라 첫 번째 유기음이 기식을 잃는다(/tríkʰ-es/, /tápʰ-os/).
고대 인도의 문법학자들은 다른 분석을 택했다. 이에 따르면 어근의 기저형은 /trikʰ/, /tapʰ/이다. /tríkʰ-es/와 /tapʰ-eîn/의 어형에서는 어근의 형태가 변하지 않는다. 어근 뒤에 /s/가 붙을 경우, 기식의 후퇴(aspiration throwback)가 일어나 기식이 어간 첫 자음으로 옮겨 붙게 된다(/tʰrík-s/, /tʰáp-sai/).
그라스만이 처음에 법칙을 서술할 때에는 불규칙해 보이는 형태들을 설명하기 위해 기식의 후퇴를 잠깐 언급했다. 그러나 오늘날 역사언어학계에서는 기저에 두 개의 유기음이 존재한다는 첫 번째 분석이 옳다는 데 총의가 모아져 있다. 왜냐하면 기식 후퇴 가설에 따르면 유기음의 뒤 음절에 유기음이 오는 경우 같은 인도유럽조어 어근에 대해 후손 언어마다 다른 어근 형태를 상정해야 하는데 반해(산스크리트어를 위해 *d, 그리스어를 위해 *t, 이화가 일어나지 않은 게르만조어와 이탈리아조어를 위해 *dʰ를 상정해야 한다), 기저의 이중 유기음 가설에 따르면 모든 언어에 대해 *dʰ라는 단일한 형태를 상정할 수 있기 때문이다.
이후에 산스크리트어에서는 문법학자들의 영향으로 유추에 의해 원래 하나의 유기음만을 지닌 어근에도 기식 후퇴가 적용되었다. 예를 들어 동사 어근 गाह /ɡaːh-/ ‘고꾸라지다’에서 희구법 어간 जिघाख /dʑi-ɡʱaːkʰa-/가 만들어졌는데, 이는 बुभुत्सा /bu-bʱutsaː-/ (희구법 형태)나 भुत /bʱut-/ (명사 형태)와 같은 형태에서 유추된 것이다. 후자의 형태들은 인도유럽조어 *bʰudʰ-에서 나온 동사 어근 बुध /budʱ-/ ‘깨어 있다’에서 온 것이다.
언어학자 아이반 새그는 고대 인도 문법학자들의 가설에도 장점이 있다고 지적했다. 기식 후퇴 가설은 */trík-s/ ~ */tríkʰ-es/ 따위의 가상적인 패턴이 존재하지 않는 이유를 설명해 준다. 기저의 이중 유기음 가설에 따르면 이런 패턴이 존재하지 못할 이유는 없다. 그러나 기식 후퇴 가설은 어두에 유기음이 있는 어근의 첩어 형태를 설명하지 못한다. 예를 들어 그리스어 /tí-tʰɛːmi/ ‘나는 둔다’에서 중첩된 자음은 무기음이 된다. 따라서 기식이 후퇴한다는 가정만으로는 충분하지 않고, 유기음은 무기음으로 중첩된다는 추가적인 가정을 세워야 하는 문제가 있다. 통시적으로 볼 때, 앞서 말한 패턴이 그리스어에 나타나지 않는 이유는 *T...Dʰ- 꼴의 어근이 존재할 수 없다는 인도유럽조어 단계의 제약으로 잘 설명된다.

## 다른 언어
그라스만의 법칙은 수어족의 잘 기록되지 않은 사어인 오포어에도 나타난 것으로 알려져 있다. 다음과 같은 합성어에서 규칙이 적용된다.
- óskha (‘두루미’) + afháⁿ (‘흰’) → oskạfha (‘대백로’)

티베트버마어파에 속한 메이테이어에도 비슷한 현상이 나타나는데, 유기음의 앞 음절에 또다시 유기음이나 /h/, /s/가 오면 뒤의 유기음은 무기음화된다. 즉, 그라스만의 법칙과 순서가 반대이다. 이렇게 무기음화된 자음이 공명음 사이에 있다면 유성음화된다.
- /tʰin-/ (‘꿰뚫다’) + /-kʰət/ (‘위쪽으로’) → /tʰinɡət/ (‘위로 꿰뚫다’)
- /səŋ/ (‘소’) + /kʰom/ (‘축락’) → /səŋɡom/ (‘우유’)
- /hi-/ (‘다듬다’) + /-tʰok/ (‘바깥쪽으로’) → /hidok/ (‘바깥쪽으로 다듬다’)

탄자니아 북부의 하자어 어휘에도 그라스만의 법칙이 드러나며, 특히 첩어에서 가장 분명하다.
/tʃe-tʃʰeʔe-mae/ ‘서로 바라보다’ ← /tʃʰeʔe/ ‘바라보다’
하자어에서 /h/는 유기음의 변화를 일으키지 않는다.
코티어를 비롯한 마쿠아어군 언어에서도 비슷한 현상이 일어나며, Schadeberg (1999)는 여기에 ‘카투파의 법칙’(Katupha's law)이라는 이름을 붙였다. 하나의 어간에 두 개의 유기음이 들어오면, 첫 번째 유기음은 무기음화되는 것이다. 이는 첩어에서 가장 뚜렷이 드러나는데, 예컨대 kopikophi ‘속눈썹’, piriphiri ‘후추’ (참고: 스와힐리어 piripiri), okukuttha ‘닦다’ 따위의 단어가 있다. 유기음을 포함한 두 음절이 연속해 있을 필요가 없다는 점에서 그리스어나 산스크리트어와는 조금 다르다.
세일리시어족에 속한 네 언어인 몬태나 세일리시어, 오캐너건어, 슈슈왑어, 틸라묵어는 유기음 대신 방출음에 대해 비슷한 현상을 보이는데, 이를 ‘세일리시어족 그라스만의 법칙’(Grassmann's law for Salish)라 부르기도 한다. 예를 들어 슈슈왑어에서 기저의 /x-tʼək-tʼəkʔ-éχn/ ‘목발들’은 표면에서 /xtəktʼəkʔéχn/로 실현된다.

## 같이 보기
- 달의 법칙 - 반투어군에 나타나는 비슷한 현상
- 그리스아리아어파

## 참고 문헌
- Collinge, N.E. (1985), 《The Laws of Indo-European》, Amsterdam: John Benjamins, ISBN 0-915027-75-5
- Chelliah, Shobhana L. (1997). A grammar of Meithei. Berlin: Mouton de Gruyter. ISBN 0-19-564331-3.
- de Reuse, Willem J. (1981). Grassmann's law in Ofo. International Journal of American Linguistics, 47 (3), 243–244.
- Sag, Ivan. A. (1974) "The Grassmann's Law Ordering Pseudoparadox," Linguistic Inquiry 5, 591–607.
- Czaykowska-Higgins, Ewa & Kinkade, M. Dale (1998) Salish Languages and Linguistics, Trends in Linguistics. Studies and Monographs, 107, 1-68.